# Laurie Calvert
Laurie Paul Calvert (* 9. Mai 1990 in Manchester, England) ist ein britischer Schauspieler.

## Leben
Laurie Calvert wuchs zusammen mit vier Schwestern und einem Bruder in Schottland heran. Sein Filmdebüt gab er 2012, als er in sieben Episoden der Fernsehserie Episodes eine kleine Nebenrolle verkörperte. In der Miniserie Die Bibel, produziert im Jahr 2013, stand Calvert in der Rolle des Prinzen Jonatan vor der Kamera. 2014 folgte sein Debüt als Filmschauspieler in einer Rolle im Horrorfilm The Quiet Ones.

## Filmografie
- 2012–2015: Episodes (Fernsehserie, 9 Episoden)
- 2013: Die Bibel (The Bible, Miniserie, Episode 1x04)
- 2014: The Quiet Ones
- 2016: Angriff der Lederhosenzombies